# Nélio Cruz
Pour les articles homonymes, voir Cruz.
Nélio Cruz, né le 26 décembre 2001 à São Vicente, est un coureur cycliste cap-verdien.

## Biographie
Nélio Cruz commence à pratiquer le cyclisme de manière régulière en juin 2015, vers l'âge de quatorze ans. Décrit comme un grand espoir cap-verdien, il obtient ses premiers résultats notables sur des courses locales en 2019. Deux ans plus tard, il remporte l'épreuve en ligne des championnats du Cap-Vert. Il est ensuite sacré double champion national en 2022, sur route et dans le contre-la-montre.  
En 2023, il conserve son titre de champion du Cap-Vert sur route. Il fait aussi partie des six cyclistes cap-verdiens qui sont sélectionnés pour disputer les championnats du monde. Cette participation à un tel événement est une première dans l'histoire de son pays. Nélio Cruz est aligné sur la course en ligne espoirs, où il abandonne. La même année, il se classe neuvième d'une étape du Tour d'Angola.
Lors de la saison 2025, il réalise un nouveau doublé aux championats nationaux du Cap-Vert. À l'étranger, il finit vingt-deuxième du Tour du Sahel, sur le circuit de l'UCI Africa Tour.

## Palmarès et résultats

### Par année
- 2022
  -  Champion du Cap-Vert sur route
  -  Champion du Cap-Vert du contre-la-montre
- 2023
  -  Champion du Cap-Vert sur route
- 2024
  - Giro Praia
  - 3e du championnat du Cap-Vert du contre-la-montre
- 2025
  -  Champion du Cap-Vert sur route
  -  Champion du Cap-Vert du contre-la-montre
  - Giro Praia

### Classements mondiaux
| Année           | 2024 |
| --------------- | ---- |
| UCI Africa Tour | 45e  |